# Gualterio VI de Brienne
Gualterio VI de Brienne (en alemán: Walter VI von Brienne, holandés: Wouter VI van Brienne, italiano: Gualtieri VI di Brienne; Lecce, Italia 1302-Poitiers, Francia 19 de septiembre de 1356) fue conde de Brienne, Conversano, y Lecce, y titular duque de Atenas. Gualterio era el hijo de Gualterio V, duque de Atenas, y Juana de Châtillon. Sucedió a su padre en 1311 como conde de Lecce y Conversano. Fue educado en la corte del rey Roberto I de Nápoles. Fue enviado por Carlos de Calabria a tomar posesión de Florencia el 17 de mayo de 1326. Reclamó el ducado de Atenas, apoyado por su suegro quien le concedió el título de "Vicario General de Romania". Después de desembarcar en Epiro en 1331, capturó la fortaleza de Vonitsa y la ciudad de Arta. Sin embargo, tuvo menos éxito contra los catalanes y regresó a Italia en 1332. Entró al servicio del partido popular en Florencia, fue elegido capitán de guerra y protector de la ciudad de por vida en 1342, pero fue expulsado el 26 de julio de 1343 después de que su tiránico comportamiento provocara disturbios. Entró al servicio del rey de Francia, fue nombrado condestable de Francia por el rey Juan II el 9 de mayo de 1356, y murió en la batalla de Poitiers luchando contra los ingleses.

## Biografía
Gualterio fue el hijo de Gualterio V, duque de Atenas, y Juana de Châtillon (muerta en 1354), hija de Gaucher V de Châtillon, conde de Porcien y condestable del rey Felipe IV de Francia. Como nieto de Hugo de Brienne (muerto en 1296), fue heredero de una extensa propiedad alrededor de todo el Mediterráneo. Después de la muerte de su padre en la batalla de Halmyros el 15 de marzo de 1311, Gualterio se convirtió en conde de Brienne, Lecce, Conversano, y duque de Atenas. Sin embargo, todo el Ducado de Atenas a excepción de Argos y Nauplia había sido invadido por la Compañía Catalana, y Gualterio pasó gran parte de su vida en una infructuosa lucha para recuperar la herencia de la familia de su abuela, hasta la década de 1340 cuando se trasladó a Italia y Francia y dejó que Argos y Nauplia fuera gobernada por guardianes.
El Ducado de Atenas no fue la primera derrota en su familia: el abuelo de Gualterio había sido rechazado de la sucesión de los reinos de Jerusalén y Chipre, y su tatara-tatara-abuelo había sido pretendiente del trono de Sicilia, como esposo de la hermana de Guillermo III de Sicilia. Habían recuperado apenas el Condado de Lecce, y todavía seguían reclamando el Principado de Tarento. Su madre Juana realizó una enérgica lucha contra los catalanes durante su minoría de edad, la cual, sin embargo, tuvo un pequeño efecto militar pero lo empobreció. 
Para fortalecer su posición, Gualterio se involucró en un estratégico matrimonio con Margarita, la sobrina del rey Roberto de Nápoles e hija de Felipe I de Tarento con Tamar Angelina Comnena, en diciembre de 1325. En ese momento, Florencia solicitó el apoyo del rey Roberto en la protección de los intereses güelfos en Italia, y eligió a su hijo Carlos, duque de Calabria, como señor de Florencia por un período de diez años. La posición casi principesca de Gautier VI en la corte angevina pronto le ganó el nombramiento como vicario por Carlos de Calabria, un cargo que sólo ejerció durante unos meses en 1326.
En 1329, Gautier obtuvo el apoyo de Roberto de Nápoles y el Papa Juan XXII, que declaró una cruzada para la recuperación de Atenas. Gualterio se embarcó hacia el Este en 1331, pero el precio por la ayuda de Roberto era reducir el Despotado de Epiro, como vicario general del Imperio Latino. Ahí tomó Arta y obligó al déspota Juan Orsini a reconocer la soberanía de Nápoles. Sus intentos de recuperar Atenas y Beocia, sin embargo, se vieron frustrados por la alianza veneciana con los catalanes y fracaso de los catalanes a presentar batalla.
Su único hijo, Gualterio, murió de enfermedad durante la campaña, y regresó a Nápoles en 1332. También se ocupó de sus tierras en Francia, y fue lugarteniente del rey en Thiérache en 1339. Su esposa murió en 1340, y regresó a Italia en 1342, cuando la clase dominante florentina de ricos comerciantes lo llamaron para gobernar la ciudad. Desde 1339, Florencia había estado en las garras de una grave crisis económica provocada por enormes deudas inglesas con las casas de banca florentina, y por las astronómicas deudas públicas incurridas al tratar de obtener la cercana ciudad de Lucca de su señor veronés, Martino Della Scala.
La nobleza florentina miró a las potencias extranjeras para resolver los problemas financieros de la ciudad que parecían imposibles, y encontraron un aliado en Gualterio de Brienne. Aunque la clase gobernante invitó a Gautier para gobernar durante un tiempo limitado, las clases bajas, que estaban hartas de la ineptitud de los predecesores de Gualterio, lo proclamaron inesperadamente señor de por vida.
Gualterio VI gobernó despóticamente, ignorando u oponiéndose directamente a los intereses de la misma clase mercantil que lo había llevado al poder. El "Duque de Atenas" impuso fuertes correctivos económicos sobre los florentinos, incluyendo el impuesto único estimado (impuesto a las ganancias), y el prestanze (aplazamientos de pago a la ciudad por préstamos forzados a los ciudadanos más ricos). Estas medidas enfurecieron tanto a los florentinos, y ayudaron a aliviar la crisis fiscal que se había estado cociendo durante años. Después de sólo diez meses, el gobierno de Gualterio de Brienne se vio interrumpido por una conspiración. Gualterio VI no sólo se vio obligado a dimitir de su cargo, sino que apenas escapó de Florencia con vida.
En 1344 se casó con Juana, hija de Raúl I de Brienne, Conde de Eu. Tuvieron dos hijas, Juana y Margarita, ambas murieron jóvenes. Como no tenía hijos sobrevivientes, era evidente que su hermana heredaría el problema de sus bienes y reclamaciones. Fue nombrado Condestable de Francia en 1356 y en esa capacidad murió el 19 de septiembre de 1356 en la batalla de Poitiers. Fue sucedido en sus títulos y pretensiones por su hermana Isabel y sus hijos. Como había dejado Grecia, el mayor de su sobrinos supervivientes Sohier de Enghien fue heredero del señorío de Argos y Nauplia. Cuando la herencia se dividió después de la muerte de Gualterio VI, el sexto hijo de Isabel Guido de Enghien recibió los pequeños remanentes de ese señorío griego.
Isabel III sobrevivió a su hermano y murió en 1360. Su marido Gautier de Enghien había muerto en 1345. Por unos años, Isabel se convirtió en condesa de Lecce y Brienne, así como la duquesa titular de Atenas y otros títulos reclamados. Dado que su hijo mayor Gualterio había muerto antes que Gualterio VI, su heredero fue su segundo hijo Sohier de Enghien.